# 魯昻
魯昂（1445年—？），字廷瞻，直隸應天府江寧縣匠籍，蘇州府吳江縣人，明朝政治人物。

## 生平
成化四年（1468年）戊子科應天鄉試第三十二名舉人，二十三年（1487年）中式丁未科會試第二百十二名，三甲第十六名進士。授兵科給事中，弘治五年（1492年）十一月升兵科右給事中，八年（1495年）三月升兵科左給事中，九年（1496年）九月升戶科都給事中，十一年（1498年）與楊瑛爭奪太僕寺少卿，互相攻訐，十二年（1499年）四月謫蒲圻縣知縣。

## 家族
曾祖魯均濟；祖父魯文德；父魯仲舉，母平氏。永感下。